# Renault 20
De Renault 20 was een automodel dat geproduceerd werd door de Franse autofabrikant Renault tussen 1975 en 1984.

## Geschiedenis

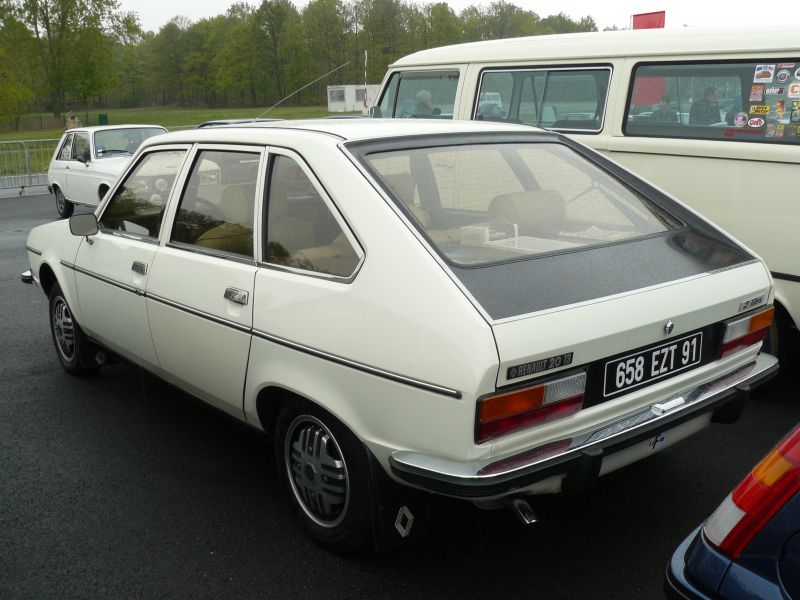
R20, achteraanzicht

Het toenmalige topmodel van Renault, de Renault 16, was in 1975 al tien jaar op de markt dus een vervanging was in voorbereiding. De R16 verkocht echter nog steeds te goed om de productie te stoppen. In maart 1975 werd de luxueuze Renault 30 gepresenteerd, die aanvankelijk alleen werd aangeboden met de 2664 cc V6 PRV-motor die in samenwerking met Peugeot en Volvo was ontwikkeld. Om de kloof tussen de R16 en de R30 te dichten en om zich voor te bereiden op de vervanging van de R16, werd de R20 in november 1975 gelanceerd op de autosalon van Parijs.
De Renault 20 werd aanvankelijk geproduceerd in drie verschillende uitvoeringen: de L, TL en GTL. Onder de motorkap had de Renault 20 een 1647 cc motor (motor 843) met 90pk (mechanische ventilator), later 96pk, die ook werd gebruikt in de Renault 16 TX. Later werden er ook krachtiger viercilinder benzinemotoren leverbaar met 1995 cc (1977) en 2165 cc (1980), alsmede een 2068 cc dieselmotor (1979) en een turbodiesel (1981, niet in Nederland). De Renault 20 werd in 1978 als auto van het jaar gekozen door de redactie van het Britse automagazine What Car?.
Een speciaal gebouwde Renault 20 Turbo 4x4 won de vierde editie van de Dakar Rally in 1982, met bestuurder Claude Marreau en bijrijder Bernard Marreau met startnummer 150. Er nam een tweede, identieke R20 met startnummer 151 deel aan deze rally, die de finish in Dakar bereikte op de 17e plaats.

### Specificaties
- Cilinderinhoud: 1647-2664 cc
- Vermogen: 64-144 pk
- Topsnelheid: 146-188 km/u
- Acceleratie: 0-100 km/u: 20,6-10,0 seconden

### Productie-aantallen
- R1270: 20/30 Turbo-D, 27.601
- R1271: 20 L/TL/GTL, 187.001
- R1272: 20 TS, 201.401
- R1276: 20 TD/GTD, 84.801
- R1277: 20 LS/TS, 100.401
- R1279: 20 TX, 33.801

In het voorjaar van 1984 werden zowel de R20 als de R30 vervangen door de Renault 25.

## Dacia 2000

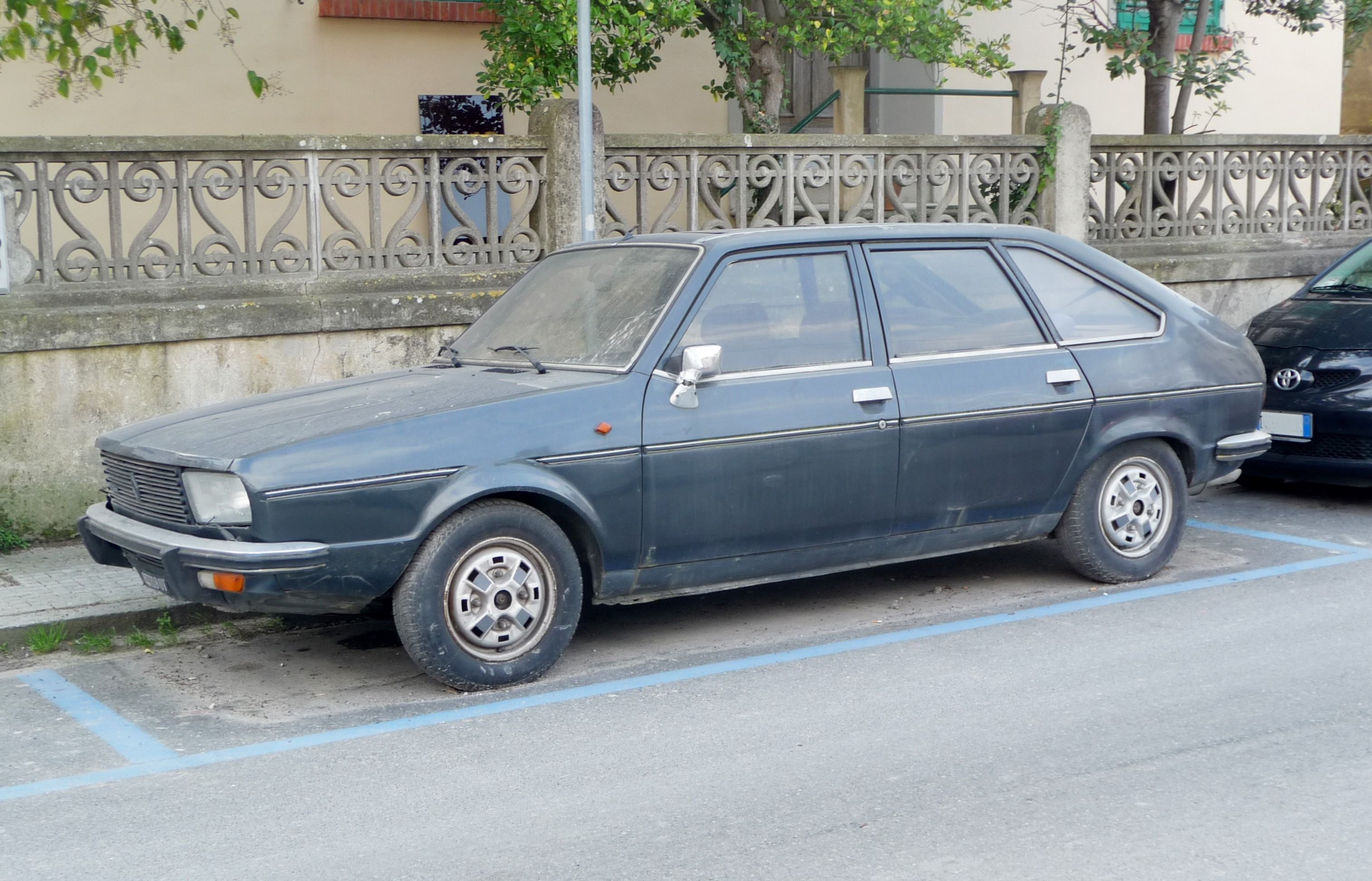
Dacia 2000

In de jaren tachtig werd door de Roemeense autofabrikant Dacia een klein aantal van de Renault 20 TS geassembleerd als Dacia 2000. De Dacia 2000 werd gemaakt voor de elite van de Roemeense Communistische Partij geleid door Nicolae Ceaușescu en alleen gespoten in zwart of donkerblauw.
Naast de gebruikelijke uitrusting was Dacia 2000 ook uitgerust met elektrische ramen, elektrisch verstelbare stoelen en asbak met verlichting. De 2 liter 80 kW-motor was gekoppeld aan een automatische versnellingsbak.
In productie:
5 E-Tech · 
Arkana · 
Austral · 
Captur · 
Clio · 
Espace · 
Kadjar · 
Kangoo · 
Koleos · 
Master · 
Mégane · 
Mégane E-Tech · 
Rafale · 
Scenic E-Tech · 
Symbioz · 
Symbol · 
Trafic · 
Twingo · 
Twingo Electric · 
Zoe

Uit productie:
3 · 
4 · 
5 · 
6 · 
7 · 
8 · 
9 · 
10 · 
11 · 
12 · 
14 · 
15 · 
16 · 
17 · 
18 · 
19 · 
20 · 
21 · 
25 · 
30 · 
2CV · 
4CV · 
Avantime · 
Caravelle · 
Dauphine · 
Domaine · 
Estafette ·
Express · 
Floride · 
Fluence ·
Frégate · 
Fuego · 
Juvaquatre ·
Laguna · 
Latitude · 
Modus · 
Nervastella · 
Novaquatre · 
Ondine · 
Prairie · 
Primaquatre · 
Rodeo · 
Safrane · 
Savanne · 
Scénic · 
Spider · 
Talisman · 
Thalia · 
Twizy · 
Vel Satis · 
Vivasport · 
Vivastella · 
Wind